# Горохов, Пётр Иванович

Пётр Иванович Горохов (1902, с. Вергизан, Российская империя — октябрь 1984, Москва) — советский военный, государственный и политический деятель, генерал-лейтенант.

## Биография
Родился в 1902 году в селе Вергизан. Член КПСС с 1926 года.
С 1923 года — на военной службе, общественной и политической работе. В 1923—1956 гг. — на политической работе и командных должностях в РККА, участник боёв на Халхин-Голе, участник советско-финляндской войны, участник Великой Отечественной войны, начальник политического управления Волховского фронта, член Военного Совета 55-й армии, член Военного Совета 53-й армии, на командных должностях в Советской армии.
Умер в Москве в октябре 1984 года.

## Награды
- орден Ленина (15.01.1940)[2]
- орден Ленина (15.11.1950)[2]
- орден Красного Знамени (27.08.1943)[3]
- орден Красного Знамени (03.11.1944)[2]
- орден Красного Знамени (08.09.1945)[4]
- орден Красного Знамени (05.11.1954)[2]
- орден Богдана Хмельницкого 1-степени (13.09.1944)[2]
- орден Суворова 2-й степени (17.05.1944)[2]
- орден Кутузова 2-й степени (28.04.1945)[2]
- Знак «Участнику боёв у Халхин-Гола»
- Медали СССР